# Jan Kazimierz Lubomirski
Jan Kazimierz Lubomirski (1691-1736), prince polonais de la famille Lubomirski, staroste de Bolimów.

## Biographie
Jan Kazimierz Lubomirski est le fils d'Hieronim Augustyn Lubomirski et de
Konstancja Bokum.

## Mariages et descendance
Il épouse Urszula Branicka qui lui donne pour enfant:
- Maria Karolina Lubomirska (en) (née vers 1730–1795), épouse de Charles Stanisław Radziwiłł dit Panie Kochanku (1734-1790)

## Sources
- (en) Cet article est partiellement ou en totalité issu de l’article de Wikipédia en anglais intitulé « Jan Lubomirski » (voir la liste des auteurs).